# (14061) Nagincox
(14061) Nagincox est un astéroïde de la ceinture principale.

## Description
(14061) Nagincox est un astéroïde de la ceinture principale. Il fut découvert le 13 février 1996 à Cima Ekar par Ulisse Munari et Maura Tombelli. Il présente une orbite caractérisée par un demi-grand axe de 2,43 UA, une excentricité de 0,13 et une inclinaison de 6,1° par rapport à l'écliptique.

## Compléments